# Communauté de communes du Bouchardais
La communauté de communes du Bouchardais est une ancienne communauté de communes française, située dans le département d'Indre-et-Loire et la région Centre-Val de Loire.

## Géographie

### Composition
Elle est composée des communes suivantes :
| Nom                    | Code Insee | Gentilé      | Superficie (km2) | Population (dernière pop. légale) | Densité (hab./km2) |
| ---------------------- | ---------- | ------------ | ---------------- | --------------------------------- | ------------------ |
| L'Île-Bouchard (siège) | 37119      | Bouchardais  | 3,48             | 1 638 (2014)                      | 471                |
| Anché                  | 37004      | Anchéens     | 7,99             | 404 (2014)                        | 51                 |
| Avon-les-Roches        | 37012      |              | 33,28            | 559 (2014)                        | 17                 |
| Brizay                 | 37040      |              | 14,27            | 301 (2014)                        | 21                 |
| Chezelles              | 37071      |              | 15,17            | 130 (2014)                        | 8,6                |
| Cravant-les-Côteaux    | 37089      | Cravantais   | 38,21            | 709 (2014)                        | 19                 |
| Crissay-sur-Manse      | 37090      |              | 7,50             | 101 (2014)                        | 13                 |
| Crouzilles             | 37093      |              | 14,54            | 557 (2014)                        | 38                 |
| Panzoult               | 37178      |              | 34,61            | 541 (2014)                        | 16                 |
| Parçay-sur-Vienne      | 37180      | Parçaiens    | 18,74            | 653 (2014)                        | 35                 |
| Rilly-sur-Vienne       | 37199      | Rillois      | 13,10            | 475 (2014)                        | 36                 |
| Sazilly                | 37244      | Sazilliens   | 10,57            | 244 (2014)                        | 23                 |
| Tavant                 | 37255      | Tavantais    | 5,22             | 264 (2014)                        | 51                 |
| Theneuil               | 37256      | Theneuillais | 9,80             | 305 (2014)                        | 31                 |
| Trogues                | 37262      |              | 9,38             | 323 (2014)                        | 34                 |

## Historique
- 13 décembre 2002 : création de la communauté de communes
- 1er janvier 2017 : regroupement avec deux autres communautés de communes au sein de la nouvelle communauté de communes Touraine Val de Vienne.

## Démographie
La communauté de communes du Bouchardais comptait 7 243 habitants (population légale INSEE) au 1er janvier 2007. La densité de population est de 30,7 hab./km2.

### Évolution démographique
| 1968  | 1975  | 1982  | 1990  | 1999  | 2007  | 2013  | - | - |
| ----- | ----- | ----- | ----- | ----- | ----- | ----- | - | - |
| 7 383 | 6 877 | 6 779 | 7 040 | 7 007 | 7 243 | 7 247 | - | - |

### Pyramide des âges
| Hommes | Classe d’âge | Femmes |
| ------ | ------------ | ------ |
| 0,5    | 90 ans ou +  | 1,7    |
| 9,4    | 75 à 89 ans  | 13,6   |
| 16,3   | 60 à 74 ans  | 16,6   |
| 22,8   | 45 à 59 ans  | 21,1   |
| 19,4   | 30 à 44 ans  | 17,9   |
| 13,6   | 15 à 29 ans  | 12,6   |
| 17,9   | 0 à 14 ans   | 16,6   |

| Hommes | Classe d’âge | Femmes |
| ------ | ------------ | ------ |
| 0,5    | 90 ans ou +  | 1,4    |
| 6,8    | 75 à 89 ans  | 9,8    |
| 13,1   | 60 à 74 ans  | 13,9   |
| 20,7   | 45 à 59 ans  | 20,1   |
| 20,4   | 30 à 44 ans  | 19,3   |
| 19,6   | 15 à 29 ans  | 19,1   |
| 18,8   | 0 à 14 ans   | 16,4   |

## Politique communautaire

### Représentation

#### Présidents de la communauté de communes
| Période | Période  | Identité          | Étiquette | Qualité            |
| ------- | -------- | ----------------- | --------- | ------------------ |
| 2002    | ...      |                   |           |                    |
| ...     | en cours | Christian Pimbert |           | Maire de Chezelles |

### Compétences
- Aménagement de l'espace communautaire
- Développement économique
- Création, aménagement et entretien de la voirie d'intérêt communautaire
- Politique du logement et du cadre de vie
- Affaires scolaires
- Affaires sociales et culturelles
- Équipements sportifs et culturels
- Bâtiments publics, services publics
- Protection et mise en valeur de l'environnement
- Tourisme

### Identité visuelle
|  | Logo de la Communauté de Communes |

## Pour approfondir

## Sources
- Le splaf - (Site sur la Population et les Limites Administratives de la France)
- La base aspic - (Accès des Services Publics aux Informations sur les Collectivités)